# Absturz der Ju-52 „Joachim Blankenburg“ 1944
Die Joachim Blankenburg verschwand am 21. Februar 1944 während eines Fluges zwischen Thessaloniki und Athen vor der griechischen Insel Euböa.

## Verlauf
Die Joachim Blankenburg, eine Junkers Ju 52/3m der Deutschen Lufthansa, Werknummer 6561, startete um 16:20 Uhr Ortszeit vom Flughafen Thessaloniki mit dem Ziel Athen. Nach einer Flugzeit von 41 Minuten meldeten die Piloten, dass sie nach Thessaloniki zurückkehren wollten. Um 17:06 Uhr funkten die Piloten, dass sie Motorprobleme hätten und auf eine Höhe von 30 Meter gesunken seien. Gegen 17:10 Uhr wurde in Thessaloniki eine Dringlichkeitsmeldung von dem Flugzeug empfangen mit dem Inhalt „Motor steht“. Das war die letzte Funkmeldung, die man von der Joachim Blankenburg erhielt. Die Ju-52 stürzte vermutlich ins Meer; alle 16 Insassen gelten als vermisst. Das Wrack wurde nie gefunden.